# Strigilla dichotoma
Strigilla dichotoma is een tweekleppigensoort uit de familie van de Tellinidae. De wetenschappelijke naam van de soort is voor het eerst geldig gepubliceerd in 1846 door Philippi.
Rechter en linker klep van hetzelfde exemplaar:

Rechter klep
Linker klep